# Décolonisation du Rwanda
 (juin 2025).
La mise en forme du texte ne suit pas les recommandations de Wikipédia : il faut le « wikifier ».
Les points d'amélioration suivants sont les cas les plus fréquents. Le détail des points à revoir est peut-être précisé sur la page de discussion.
- Les titres sont pré-formatés par le logiciel. Ils ne sont ni en capitales, ni en gras.
- Le texte ne doit pas être écrit en capitales (les noms de famille non plus), ni en gras, ni en italique, ni en « petit »…
- Le gras n'est utilisé que pour surligner le titre de l'article dans l'introduction, une seule fois.
- L'italique est rarement utilisé : mots en langue étrangère, titres d'œuvres, noms de bateaux, etc.
- Les citations ne sont pas en italique mais en corps de texte normal. Elles sont entourées par des guillemets français : « et ».
- Les listes à puces sont à éviter, des paragraphes rédigés étant largement préférés. Les tableaux sont à réserver à la présentation de données structurées (résultats, etc.).
- Les appels de note de bas de page (petits chiffres en exposant, introduits par l'outil «  Source ») sont à placer entre la fin de phrase et le point final[comme ça].
- Les liens internes (vers d'autres articles de Wikipédia) sont à choisir avec parcimonie. Créez des liens vers des articles approfondissant le sujet. Les termes génériques sans rapport avec le sujet sont à éviter, ainsi que les répétitions de liens vers un même terme.
- Les liens externes sont à placer uniquement dans une section « Liens externes », à la fin de l'article. Ces liens sont à choisir avec parcimonie suivant les règles définies. Si un lien sert de source à l'article, son insertion dans le texte est à faire par les notes de bas de page.
- La présentation des références doit suivre les conventions bibliographiques. Il est recommandé d'utiliser les modèles {{Ouvrage}}, {{Chapitre}}, {{Article}}, {{Lien web}} et/ou {{Bibliographie}}. Le mode d'édition visuel peut mettre en forme automatiquement les références.
- Insérer une infobox (cadre d'informations à droite) n'est pas obligatoire pour parachever la mise en page.

Pour une aide détaillée, merci de consulter Aide:Wikification.
Si vous pensez que ces points ont été résolus, vous pouvez retirer ce bandeau et améliorer la mise en forme d'un autre article.
La décolonisation du Rwanda désigne le processus par lequel le Rwanda a accédé à l’indépendance après avoir été successivement sous domination allemande puis belge.

## Contexte colonial
Le Rwanda devient un protectorat allemand à la fin du XIXe siècle, intégré à l’Afrique orientale allemande. Après la Première Guerre mondiale, le territoire est confié à la Belgique sous mandat de la Société des Nations, puis sous tutelle de l’ONU après 1945, formant avec le Burundi le territoire du Ruanda-Urundi.
Les autorités coloniales belges, influencées par des théories raciales, institutionnalisent une hiérarchie entre les groupes sociaux : les Tutsis, considérés comme une élite « naturelle », sont favorisés dans l’administration et l’éducation, au détriment des Hutus, majoritaires.

## Déroulement de la décolonisation
Ce processus s’est déroulé dans un contexte de tensions sociales et ethniques croissantes, qui ont profondément marqué l’histoire politique du pays,,.

### Montée des tensions et revendications
A partir de 1956, les revendications pour l’autonomie se multiplient. Le Manifeste des Bahutu (1957) marque un tournant : des intellectuels hutus y dénoncent la domination tutsie et réclament une réforme du pouvoir. En 1959, la révolution sociale éclate : des violences interethniques opposent Hutus et Tutsis, entraînant la fuite de milliers de Tutsis vers les pays voisins.

### Vers l’indépendance
Sous pression internationale, la Belgique organise des negociations en 1960, remportées massivement par les partis hutus. Mais ils acceptent d'abord une semi-indépendance. Le roi tutsi Kigeli V est exilé. Le 28 janvier 1961, la monarchie est abolie et une République rwandaise est proclamée à Gitarama.
Le Rwanda devient officiellement indépendant le 1er juillet 1962. Grégoire Kayibanda, leader du Parmehutu (Parti du Mouvement de l’émancipation hutu), devient le premier président du pays.

### Conséquences
La décolonisation du Rwanda s’est accompagnée de profonds bouleversements sociaux et politiques : l’élite tutsie traditionnelle est renversée, ce qui provoque un exil massif de Tutsis, à l’origine de la création du Front patriotique rwandais (FPR). Parallèlement, un régime républicain dominé par les Hutus est mis en place.
Ces dynamiques ont contribué à alimenter les tensions qui culmineront avec le génocide des Tutsis en 1994.